# Витуничи
Витуничи — деревня в Докшицком районе Витебской области Беларуси.
Входит в состав Берёзковского сельсовета.
В деревне работают лесничество, лагерь «Берёзка», детский сад, фельдшерско-акушерский пункт, отделение связи, 1 магазин.
На восточной окраине деревни в братской могиле похоронены 13 советских солдат и 24 партизана бригады «Железняк», которые погибли в боях во времена Великой Отечественной войны. В 1964 году на могиле установлен памятник — скульптура воина, в 1967 году — стела в память о жертвах нацизма.

## История
В письменных источниках впервые упоминается в 1567 году — входила в состав Великого княжества Литовского
В 1569 году входила в Речь Посполитую.
В разное время владение Манивидов, Хмелевских, Корзаковичей, Новомейских и других.
В XVII веке — небольшое местечко, в котором насчитывалось 32 мещанских плаца. Здесь находился шляхетский фольварк, который имел 20 волок земли.
В XIX веке — начале XX века — село, центр православного прихода и волости Борисовского повета (со второй половины XIX века).
В 1863—1869 годах на средства прихожан и государственного казначейства построена новая церковь Архивная копия от 4 марта 2016 на Wayback Machine. В 1879 году приход насчитывал около 2,3 тыс. душ прихожан, которые в основном принадлежали к крестьянскому сословью, при церкви работало церковно-приходское попечительство.
В 1884 году открыта церковно-приходская школа (школьное деревянное строение с гонтовой крышей возведено в 1897 году).
В 1886 году — в селе 10 дворов, 130 жителей, волостное правление, православная церковь, в 4-х верстах от Витуничей — винокурный завод.
В 1897 году — 34 двора, 192 жителя, волостное правление.
Приходская церковь, церковно-приходская школа, пивной дом, лавка, хлебозаготовительный магазин. Рядом с селом граничило имение, 5 дворов, 52 жителя, пивной дом, 3 водяных мельницы. К 1909 г. 38 дворов, 159 жителей.
После Октябрьской революции открыта советская начальная школа, в которой в 1924 году 2 преподавателя учили 78 учеников.
С 20 августа 1924 года до 20 мая 1960 года центр сельсовета Бегомльского, потом Докшицкого района.
В 1933 году работала водяная мельница. Перед Великой Отечественной войной в деревне 34 двора, 195 жителей.
3 мая 1943 года во время проведения операции «Котбус» нацистские оккупанты сожгли деревню и убили 124 жителя.
После Великой Отечественной войны деревня была восстановлена.
По итогам переписи, на 1 января 2004 года — 163 двора, 389 жителей.